# Marcus Epidius

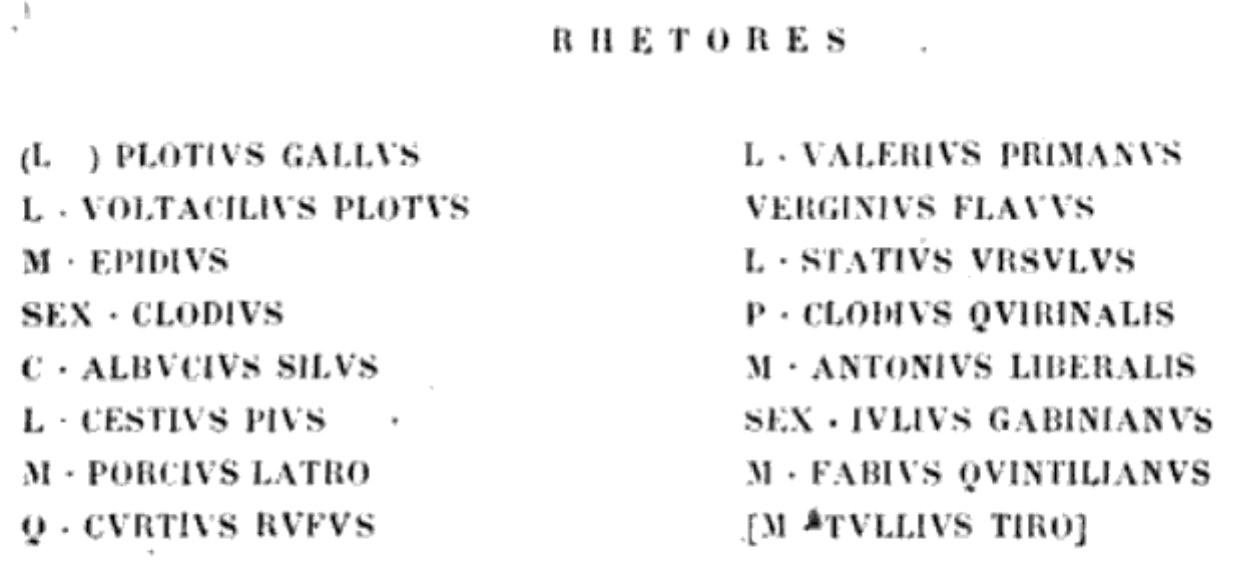
Epidius auf Suetons Liste der berühmten Rhetoren

Marcus Epidius war ein populärer römischer Rhetoriklehrer im 1. Jahrhundert v. Chr. Zu seinen Schülern zählten Augustus, Marc Anton und Vergil. Spärliche Informationen über ihn finden sich bei Sueton.

## Name und Leben
Im Register des Sueton wird sein Vorname (Praenomen) mit M als Marcus aufgelistet (siehe Bild). Sein plebejischer Familienname (Gentilname) Epidius war in Kampanien, in und um Pompeji häufig. Ein Beiname (Cognomen) ist nicht überliefert.
Über sein Leben ist fast nichts bekannt. Nur mit den folgenden anekdotischen Fragmenten über Abstammung, Schule, Schüler und Kommentare lassen sich spärliche Hinweise erschließen.
Er behauptete – ob ernsthaft oder im Scherz, bleibt offen (siehe unten Charakter) – von dem kalabrischen Flussgott Epidius abzustammen, möglicherweise veranlasst durch die Tradition der genealogischen Familiendichtung.
Er hatte in seiner Rhetorikschule prominente Schüler: „Marcus Epidius, bekannt für Lug und Trug, eröffnete eine Rhetorikschule und unterrichtete unter anderen (Schülern) den Marc Anton (* zwischen 86–82 v. Chr.) und Augustus (* 63 v. Chr.)“ Außerdem muss er Vergil zu seinen Schülern gezählt haben, denn die Vergilbiographie des Marcus Valerius Probus beginnt mit der Überschrift: „Das Leben des Publius Vergilius Maro, Schüler des Redelehrers Epidius.“

## Ruf und Charakter
Über seine rhetorischen Fähigkeiten und seine Stilrichtung ist nichts bekannt. Trotz seiner Popularität wurde er nicht von allen Nobiles geschätzt und auch als Scharlatan und Betrüger (calumniator) abgetan.
Der Volkstribun Tiberius Cannutius, Gegner des Marc Anton und des Augustus, bemerkte gegenüber den beiden, „er wolle lieber ein Schüler des Konsulars Isauricus [es ist unklar, ob damit Isauricus, der Vater oder Isauricus, der Sohn gemeint ist] sein als ein Schüler des Rechtsverdrehers Epidius.“
Diese Bemerkung war ein Seitenhieb auf Epidius’ Schüler Marc Anton und Augustus, „die ihn (Cannutius) … verhöhnt hatten, weil er in einer Staatsangelegenheit vorzugsweise die Position des Konsulars Isauricus vertreten habe.“ Der Ruf des Epidius, zumindest hinsichtlich seiner schulische Qualifikation, musste zur Zeit dieses Schlagabtauschs schon ziemlich gesunken sein, andernfalls hätte Cannutius’ boshafte Replik keine Wirkung entfalten können.
In seiner Behauptung, er stamme von dem Flussgott ab, zeigen sich seine charakterlichen Seiten. Entweder war er der Aufschneider und Betrüger: „In törichter Großtuerei rühmte er sich, ein Abkömmling eines C. Epidius aus Nuceria ... zu sein“ (Brzoska); oder er war der Scharlatan und Witzbold, der mit Ironie die Praxis der Patrizier, sich genealogisch von Göttern herzuleiten, konterkarierte. Die Genealogie bis zu den Urahnen und Göttern war im 1. Jh. v. Chr. en vogue, berühmt ist das Beispiel Caesar, dessen Familienstammbaum über Aeneas bis zu Venus zurückverfolgt wurde. Epidius’ Ahnengeschichte könnte, ironisch gemeint, als plebejischer Gegenentwurf bei seinen Zeitgenossen durchaus Anklang gefunden haben, zumal „diese vornehmen Römer selbst, ob sie gleich den mythologischen Pomp und Staat einer solchen Verherrlichung nicht ungern sahen, doch wohl eigentlich in der Sache sich immer sehr kühl und ironisch verhielten.“
Plinius der Ältere nennt „Kommentare des Gaius Epidius, in denen man auch Bäume findet, die gesprochen haben“. Dieses Naturwunder des Gaius würde gut zum Abstammungswunder des Marcus passen, doch die verschiedenen Praenomina verbieten eine unstrittige Gleichsetzung.